# سوئیچ چندلایه
سوئیچ چند لایه (MLS) وسیله ای برای شبکه رایانه ای است که لایه OSI را مانند سوئیچ شبکه معمولی روشن می‌کند و عملکردهای اضافی را در لایه‌های بالاتر OSI ارائه می‌دهد.
فناوری‌های سوئیچینگ برای طراحی شبکه بسیار مهم هستند، زیرا اجازه می‌دهند تا ترافیک فقط در موارد مورد نیاز با استفاده از روش‌های سریع و مبتنی بر سخت‌افزار ارسال شود. سوئیچینگ از انواع مختلف سوئیچ شبکه استفاده می‌کند. سوئیچ استاندارد به عنوان سوئیچ لایه ۲ شناخته شده‌است و تقریباً در هر LAN وجود دارد. سوئیچ‌های لایه ۳ یا لایه ۴ به فناوری پیشرفته ای نیاز دارند (سوئیچ مدیریت شده) و گران‌تر هستند، و بنابراین معمولاً فقط در LANهای بزرگتر یا در محیط‌های ویژه شبکه یافت می‌شوند.

## سوئیچ چندلایه
سوئیچینگ چندلایه، فناوری‌های تعویض لایه ۲، ۳ و ۴ را با هم ترکیب می‌کند و مقیاس‌پذیری پر سرعت را با تأخیر کم فراهم می‌کند. سوئیچینگ چندلایه می‌تواند ترافیک را با سرعت سیم حرکت داده و مسیریابی لایه ۳ را نیز فراهم کند. هیچ تفاوتی بین عملکرد بین حمل و نقل در لایه‌های مختلف وجود ندارد زیرا مسیریابی و سوئیچینگ همه بر اساس سخت‌افزار است تصمیم‌گیری‌های مسیریابی توسط ASIC تخصصی و با کمک حافظهٔ آدرس‌دهی محتوا (به انگلیسی: content-addressable memory) انجام می‌شود.
سوئیچینگ چندلایه می‌تواند بر اساس موارد زیر تصمیم‌گیری در مورد مسیریابی و تعویض را انجام دهد.
- آدرس MAC در یک قاب پیوند داده
- زمینه پروتکل در کادر پیوند داده
- آدرس IP در هدر لایه شبکه
- زمینه پروتکل در هدر لایه شبکه
- شماره درگاه در عنوان لایه حمل و نقل

MLSها QoS را در سخت‌افزار پیاده‌سازی می‌کنند. سوئیچ چند لایه می‌تواند بسته‌های نقطه خدمات متمایز ۶ بیتی (DSCP) را در اولویت قرار دهد. این ۶ بیت در ابتدا براینوع سرویس مورد استفاده قرار گرفت. ۴ نگاشت زیر به‌طور معمول در MLS موجود است:
- از لایه OSI 2، ۳ یا ۴ تا IP DSCP (برای بسته‌های IP) یا IEEE 802.1p
- از IEEE 802.1p تا IP DSCP
- از IP DSCP گرفته تا IEEE 802.1p
- از VLAN IEEE 802.1p تا صف آدرس خروجی.

MLSها همچنین مانند روتر معمول قادر به عبور و مرور IP بین VLANها هستند. مسیریابی به‌طور معمول به همان اندازه سرعتی تغییر می‌کند (با سرعت سیم).

## سوئیچینگ لایه ۲
سوئیچینگ لایه ۲ از آدرس MAC کارت‌های رابط شبکه میزبان (NIC) استفاده می‌کند تا تصمیم بگیرد که فریم‌ها را به جلو هدایت کنید. سوئیچینگ لایه ۲ مبتنی بر سخت‌افزار است، به این معنی که سوئیچ‌ها از مدار یکپارچه مخصوص برنامه (ASICs) برای ساخت و نگهداری پایگاه اطلاعات Forwarding و انجام حمل و نقل بسته با سرعت سیم استفاده می‌کنند. یک راه برای فکر کردن به یک سوئیچ لایه-۲ همانند پل چندمنظوره است.
تعویض لایه -۲ بسیار کارآمد است زیرا هیچ تغییری در قاب مورد نیاز وجود ندارد. کپسوله کردن بسته تنها زمانی تغییر می‌کند که بسته داده از طریق رسانه غیر متفاوتی (مانند ایترنت به FDDI) عبور کند. سوئیچینگ لایه-۲ برای اتصال کارگروه و تقسیم شبکه (شکستن دامنه‌های برخورد) استفاده می‌شود. این اجازه می‌دهد تا یک طراحی شبکه مسطح‌تر با بخش‌های شبکه بیشتر از شبکه‌های سنتی متصل به روترها و هاب‌های تکرار شونده.
سوئیچ‌های Layer-2 دارای محدودیت‌های مشابه پل‌ها هستند. اما شبکه همچنان یک دامنه پخش بزرگ است که می‌تواند باعث مشکلات عملکرد شود و اندازه یک شبکه را محدود می‌کند. پخش و multicasts همراه با همگرایی آهسته و spanning tree، با رشد شبکه می‌توانند مشکلات بزرگی ایجاد کنند. به دلیل این مشکلات، سوئیچ‌های لایه ۲ نمی‌توانند کاملاً جایگزین روترها شوند. اگر شبکه ای طبق قانون ۸۰/۲۰ طراحی شود، پل‌ها خوب هستند: کاربران ۸۰ درصد از وقت خود را در بخش محلی خود می‌گذرانند.

## سوئیچینگ لایه -۳
تعویض لایه-۳ فقط بر اساس (مقصد) آدرس IP ذخیره شده در عنوان IP datagram (تغییر لایه ۴ ممکن است از اطلاعات دیگری در عنوان استفاده کند) است. تفاوت بین سوئیچ لایه-۳ و روتر در نحوه تصمیم‌گیری دستگاه جهت‌یابی دستگاه است. به‌طور سنتی، روترها از میکروپروسسورها برای تصمیم‌گیری در مورد نرم‌افزار استفاده می‌کنند، در حالی که سوئیچ فقط تعویض بسته‌های سخت‌افزاری را انجام می‌دهد (توسط ASIC تخصصی با کمک حافظه قابل تنظیم برای محتوا). با این حال، بسیاری از روترها اکنون عملکردهای سخت‌افزاری پیشرفته ای نیز برای کمک به حمل و نقل دارند.
مزیت اصلی سوئیچ‌های لایه -۳ پتانسیل برای تأخیر در شبکه کمتر است زیرا یک بسته می‌تواند بدون ایجاد رابط شبکه اضافی به روتر مسیریابی شود. به عنوان مثال، اتصال دو بخش مجزا (به عنوان مثال VLANها) با روتر به سوئیچ لایه ای-۲ استاندارد نیاز به عبور دادن قاب به سوئیچ (اول L2 هاپ)، سپس به روتر (L2 هاپ دوم) که در آن بسته داخل قاب مسیریابی شده‌است (L3 hop) و سپس دوباره داده می‌شوند به سوئیچ (hop L2 سوم). یک سوئیچ لایه -۳ بدون نیاز به روتر (و بنابراین هوپ‌های اضافی) با همان تصمیم‌گیری مسیریابی، همان کار را انجام می‌دهد، یعنی بسته به یک زیر شبکه دیگر هدایت می‌شود و همزمان به پورت شبکه مقصد منتقل می‌شود.
از آنجا که بسیاری از سوئیچ‌های لایه -۳ عملکردی مشابه روترهای سنتی ارائه می‌دهند، می‌توان از آن‌ها به عنوان جایگزینی با تأخیر کمتر و ارزان در بعضی از شبکه‌ها استفاده کرد. سوئیچ‌های لایه ۳ می‌توانند اقدامات زیر را انجام دهند که توسط روترها نیز قابل انجام است:
- مسیرها را بر اساس آدرس دهی منطقی تعیین کنید
- بررسی و تغدیه Recompute لایه ۳ هدر چک سام
- زمان زندگی و (TTL) زمینه را بررسی و به روز کنید
- پردازش و پاسخ به هر گونه اطلاعات گزینه
- مدیران پروتکل مدیریت شبکه ساده (SNMP) را با اطلاعات پایگاه اطلاعات مدیریت (MIB) به روز کنید

مزایای تعویض لایه ۳ شامل موارد زیر است:
- ارسال سریع بسته‌های سخت‌افزاری مبتنی بر سخت‌افزار با تأخیر کم
- هزینه پورت کمتر در مقایسه با روترهای خالص
- حسابداری جریان
- کیفیت خدمات (QoS)

IEEE  اصطلاحات سلسله مراتبی را توسعه داده‌است که در توصیف فرایندهای ارسال و تغییر کاربری مفید است. دستگاه‌های شبکه ای بدون امکان ارسال بسته‌ها بین زیرمجموعه‌ها، سیستم‌های انتهایی (ES , ES Singular) نامیده می‌شوند، در حالی که دستگاه‌های شبکه ای با این قابلیت‌ها، سیستم‌های میانی (IS) نامیده می‌شوند. ISها به موارد دیگری تقسیم می‌شوند که فقط درون دامنه مسیریابی خود (intradomain IS) و آنهایی که هم در حوزه و هم بین دامنه‌های مسیریابی (ارتباط بین IS) ارتباط برقرار می‌کنند، تقسیم می‌شوند. دامنه مسیریابی به‌طور کلی به عنوان بخشی از کار اینترنت تحت اقتدار اداری مشترک در نظر گرفته می‌شود و توسط مجموعه خاصی از دستورالعمل‌های اداری تنظیم می‌شود. دامنه‌های مسیریابی نیز سیستم‌های خود مختار نامیده می‌شوند.

## سوئیچینگ لایه ۴
تعویض لایه ۴ به معنای فناوری سوئیچینگ لایه ۳ مبتنی بر سخت‌افزار است که می‌تواند نوع ترافیک شبکه را نیز در نظر بگیرد (برای مثال، تمایز بین UDP و TCP). تعویض لایه ۴ با خواندن شماره پورت‌های موجود در هدر لایه حمل و نقل برای تصمیم‌گیری‌های مسیریابی (یعنی درگاه‌های مورد استفاده توسط HTTP، FTP و VoIP) از بازرسی داده‌های اضافی استفاده می‌کند. این شماره درگاه‌ها در RFC 1700 یافت می‌شوند و پروتکل، برنامه یا برنامه لایه بالایی را ارجاع می‌دهند.
بزرگترین فواید تعویض لایه ۴ این است که سرپرست شبکه می‌تواند یک سوئیچ لایه ۴ را پیکربندی کند تا اولویت بندی ترافیک داده‌ها به وسیله برنامه باشد، به این معنی که QoS را می‌توان برای هر کاربر تعریف کرد. به عنوان مثال، تعدادی از کاربران را می‌توان به عنوان یک گروه ویدیویی تعریف کرد و بر اساس نیاز به کنفرانس ویدیویی، اولویت بیشتر یا عرض پهنای باند به آنها اختصاص داد.
اطلاعات لایه ۴ برای کمک به تصمیم‌گیری‌های مسیریابی برای مدتی استفاده شده‌است. به عنوان مثال، لیست‌های دسترسی گسترده می‌توانند بسته‌ها را بر اساس شماره پورت لایه ۴ فیلتر کنند. مثال دیگر، اطلاعات حسابداری جمع‌آوری شده توسط استانداردهای باز با استفاده از sFlow توسط شرکت‌هایی مانند شبکه‌های Arista یا راه حل‌های اختصاصی مانند تعویض NetFlow در روترهای سطح بالاتر سیسکو است.

### سوئیچ ۴–۷ لایه، سوئیچ وب یا سوئیچ محتوا
برخی از سوئیچ‌ها می‌توانند از اطلاعات بسته ۷ لایه OSI استفاده کنند. اینها ممکن است سوئیچ‌های لایه ۴–۷، سوئیچ‌های محتوا، سوئیچ‌های خدمات محتوا، سوئیچ‌های وب یا سوئیچ‌های برنامه نامیده شوند.